# 贪婪大陆
贪婪大陆是中国大陆地区，曾经被动漫爱好者基本公认的主要动漫门户网站之一，旗下曾经有BT下载，动漫资讯，动漫音乐等栏目。目前是深圳鸿波控股公司旗下的网站。

## 历史
贪婪大陆最早是个人网站，在2005年年底的时候，成为第一个完成从个人网站到商业化网站转型的动漫网站。其旗下的BT下载站是现在中国国内最大最主要的下载站点之一。
不过，在其从个人网站到商业网站的转型过程中，曾经在其网站论坛管理团队内部发生了严重的意见分歧，最后贪婪大陆完成了商业化，但是原管理团队的几乎所有成员都退出了论坛，另外成立了昆仑(ikunlun.net / bbs.iiikl.net)

## 现状
网站于2010年末陷于整顿状态，2011年8月又重新开放。不过旗下的业务只保留了动漫资讯和动漫论坛。
2012年4月，网站再次处于关闭状态。